# Prvenstvo Jugoslavije u malom nogometu
Prvenstva Jugoslavije u malom nogometu u organizaciji NSJ su se igrala u sezonama 1988./89., 1989./90. i 1990./91. Prvenstva su se igrala kao turniri, a u njima je nastupalo po osam momčadi – pobjednika kvalifikacija po republikama i autonomnim pokrajinama Jugoslavije (republička prvenstva). Nakon 1991. i raspada Jugoslavije, osamostaljene države su dobile svoja prvenstva, a prvenstva Jugoslavije se dalje broje i pod prvenstva SR Jugoslavije, Srbije i Crne Gore te na posljetku Srbije. 
Prvenstvu Jugoslavije su prethodila neslužbena prvenstva koja su organizirali sami klubovi kroz organizaciju YURK, a igrana su od 1983. do 1987. godine. 

## Neslužbena prvenstva
| godina | broj klubova | prvak                   | doprvak                | napomene |
| ------ | ------------ | ----------------------- | ---------------------- | --- |
| 1983.  | 16           | Mostarske kiše Mostar   |                        | igrano u Zagrebu na terenoma SRC Kraljevec                                                                     |
| 1984.  | 16           | Grahorova Zagreb        | Đuro Đaković           | igrano u Bosanskom Brodu u dvorani                                                                             |
| 1985.  | 16           | Uspinjača Zagreb        | Restoran Park Titograd | igrano u Zagrebu u Domu sportova Titograd – tadašnji naziv za Podgoricu                                        |
| 1986.  | 10           | Uspinjača Zagreb        | Domoinvest Zagreb      | igrano kao liga                                                                                                |
| 1987.  |              | Plamen Grahorova Zagreb | Dudovo Bure Pakrac     | prvo igrana liga u dvije skupine "Istok" i "Zapad" završni turnir 4 momčadi u Zagrebu u dvorani Sutinska vrela |

## Službena prvenstva
| sezona    | broj klubova | prvak            | doprvak          | napomene                         |
| --------- | ------------ | ---------------- | ---------------- | -------------------------------- |
| 1988./89. |              | Kutina           |                  | igrano u Visokom                 |
| 1989./90. | 8            | Uspinjača Zagreb | Seljak Livno     | igrano u Srijemskoj Mitrovici    |
| 1990./91. | 8            | Seljak Livno     | Uspinjača Zagreb | igrano u Zagrebu                 |
| 1991./92. |              | Davor Sarajevo   |                  | prvenstvo tzv. krnje Jugoslavije |